# 聖彌額爾教堂 (維爾紐斯)

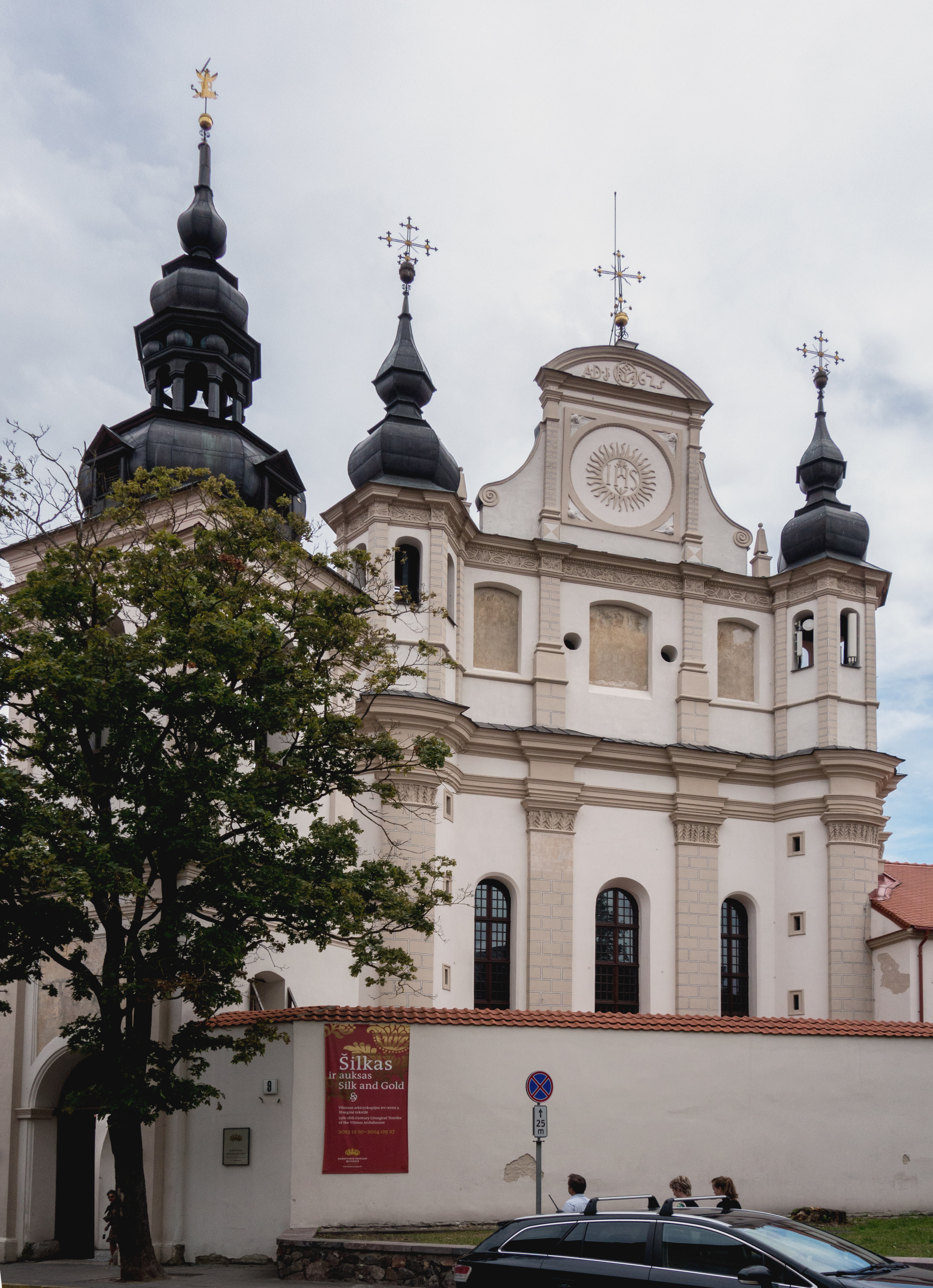
聖彌額爾教堂

聖彌額爾教堂是位於立陶宛首都維爾紐斯舊城的一座建築，曾經是天主教的教堂，現在則是一座博物館。